# Puhsarang
Puhsarang is een bestuurslaag in het regentschap Kediri van de provincie Oost-Java, Indonesië. Puhsarang telt 3998 inwoners (volkstelling 2010).